# Combat de Miajadas
Guerre d'indépendance espagnole
Batailles
- Uclès
- Yevenes
- Ciudad Real (es)
- Miajadas
- Medellín
- Alcantara
- Talavera
- Arzobispo
- Almonacid
- Baños
- Tamames
- Hostalrich
- Ocaña
- Alba de Tormes
- Cadix
- Valverde

Le combat de Miajadas se déroule le 21 mars 1809 à Miajadas, en Espagne, dans le cadre de la guerre d'indépendance espagnole. Il oppose le 10e régiment de chasseurs à cheval français mené par le colonel Jacques-Gervais Subervie à la cavalerie espagnole du général Don Juan de Henestrosa. L'affrontement se solde par une victoire espagnole.

## Contexte

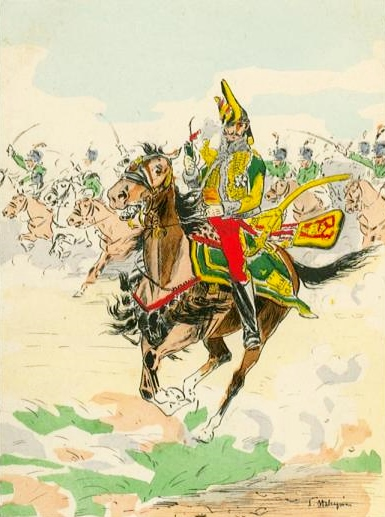
Le général comte de Lasalle, brillant officier de cavalerie légère, mène la poursuite française à la tête de sa division de cavalerie.

Vainqueur des armées anglo-espagnoles à l'issue d'une brève campagne dans la péninsule Ibérique, Napoléon regagne la France en janvier 1809 en prévision de la guerre qui s'annonce contre l'Autriche. En partant, il laisse à son frère Joseph Bonaparte, roi d'Espagne, le soin de combattre les Espagnols dans le sud du pays. Est mobilisé pour cette expédition le 1er corps d'armée du maréchal Victor, qui compte trois divisions d'infanterie sous les généraux Ruffin, Villatte et Leval, les deux divisions de cavalerie Lasalle et Latour-Maubourg et l'artillerie du général Sénarmont, soit un effectif de plus de 20 000 hommes et 50 canons.  
Les opérations débutent le 15 mars 1809. L'armée française franchit le Tage en plusieurs points et converge sur Almaraz, défendue par l'armée espagnole d'Estrémadure sous les ordres du capitaine-général Gregorio García de la Cuesta. Les forces du duc del Parque sont expulsées de Mesas de Ibor par la division allemande de Leval. À la suite de ce revers, la Cuesta se replie vers la Guadiana, laissant en arrière-garde sa cavalerie commandée par le général Don Juan de Henestrosa. De son côté, le général Lasalle mène la poursuite française à la tête de sa division de cavalerie, composée des 10e et 5e chasseurs à cheval, du 2e régiment de hussards et du 9e régiment de dragons. 
Le 20 mars, une première échauffourée a lieu à Berrocal entre le 5e chasseurs et les carabiniers espagnols. Ces derniers sont repoussés avec des pertes sévères par les cavaliers français qui laissent sur le terrain 10 tués et 15 blessés. Rickard spécifie toutefois qu'il s'agit d'une victoire espagnole. Le lendemain, alors que la Cuesta poursuit sa retraite vers Medellín, Henestrosa décide de tendre une embuscade à ses poursuivants.

## Déroulement du combat

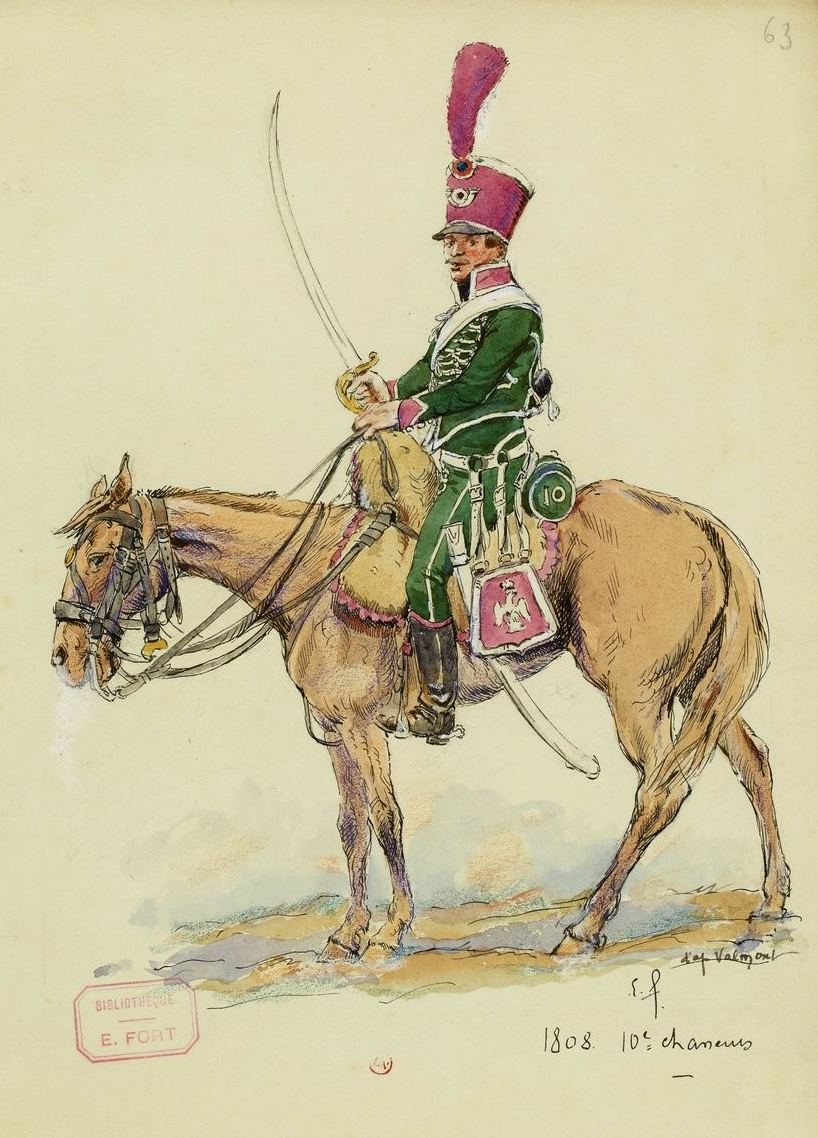
Chasseur à cheval du 10e régiment en 1808, appartenant à l'unité impliquée dans le combat de Miajadas le 21 mars 1809.

Ce jour-là, précédant le reste de la division Lasalle, le 10e régiment de chasseurs à cheval du colonel Jacques-Gervais Subervie arrive près du village de Miajadas, ignorant qu'Henestrosa se trouve également à proximité avec l'arrière-garde espagnole. À l'approche de ce régiment isolé, ce dernier a placé sur la route un petit détachement de cavalerie chargé d'attirer les Français dans un piège ; déployés de chaque côté de la route, invisibles, les deux régiments de cavalerie Almanza et Infante se tiennent prêts à l'attaque. Subervie se laisse prendre et s'élance sur les quelques cavaliers positionnés devant Miajadas. Aussitôt, la cavalerie espagnole en embuscade charge à son tour et prend rapidement le dessus sur le 10e chasseurs qui, dans une mêlée inégale, essuie de lourdes pertes. Son coup fait, Henestrosa se replie rapidement sans être accroché, échappant ainsi à Lasalle qui, arrivé sur place, s'est porté au secours de ses « fils » avec le reste de la division.

## Conséquences
À l'issue du combat, le 10e de chasseurs déplore 63 tués et 70 blessés selon les sources anglo-espagnoles,. Les estimations françaises donnent quant à elles 62 tués dont un officier. Une troisième source fait état de plus de 150 pertes françaises, tout en indiquant des pertes espagnoles « très faibles ». Hourtoulle rapporte que les cadavres français ont été « atrocement mutilés » et qu'« une sérieuse « Dette du sang » venait d'être contractée par la division Lasalle tout entière ».
L'affaire de Miajadas force Lasalle à ralentir la poursuite, ce qui donne le temps à la Cuesta de recevoir des renforts. Rendu confiant par le succès de son arrière-garde, le général espagnol positionne son armée sur les hauteurs de Medellín où les Français arrivent le matin du 28 mars. La bataille qui s'ensuit, d'abord à l'avantage des Espagnols, tourne bientôt au désastre pour les forces de Cuesta ; sur la gauche, la cavalerie de Lasalle fait un carnage de son homologue espagnole et poursuit les fuyards avec vigueur, vengeant ainsi les chasseurs du 10e tombés à Miajadas.